# Sara Foster
Sara Michael Foster (Los Ángeles, California, 5 de febrero de 1981) es una actriz y modelo de procedencia canadiense y estadounidense.

## Trayectoria profesional
Foster comenzó a trabajar como modelo y en 2001 presentó el programa ET on MTV, una versión corta del popular programa de televisión sobre diversión y noticias que se emitía desde 1981 cada día, Entertainment Tonight. La emisión no duró mucho pero le sirvió para dar el salto a la gran pantalla, consiguiendo un papel en la versión cinematográfica de la novela The Big Bounce. Además, también participó en el vídeo Shape of My Heart de los Backstreet Boys.

## Vida personal
Foster es la hija del productor musical David Foster y la exmodelo Rebecca Dyer. Se casó con el jugador de tenis Tommy Haas en 2010. En noviembre de 2010 Haas anunció que había dado a luz a una hija. Su segunda hija nació en noviembre de 2015. En 2024 anunciaron su separación.

## Filmografía
| Año       | Título                                | Rol                   | Notas                     |
| --------- | ------------------------------------- | --------------------- | ------------------------- |
| 1999      | D.R.E.A.M. Team                       | Model (no acreditada) | Television film           |
| 2004      | D.E.B.S.                              | Amy Bradshaw          |                           |
| 2004      | The Big Bounce                        | Nancy Hayes           |                           |
| 2004      | Entourage                             | Como ella misma       | Episodio: "Talk Show"     |
| 2005      | Characters                            | Eileen                | cortometraje              |
| 2005      | Crossing Jordan                       | Tammi Eldridge        | Episodio: "Family Affair" |
| 2005      | CSI: Crime Scene Investigation        | Amy Maynard           | Episodio: "Unbearable"    |
| 2006      | South Beach                           | Arielle               | Unaired pilot             |
| 2008      | Bachelor Party 2: The Last Temptation | Melinda               | Direct-to-DVD             |
| 2008      | The Other End of the Line             | Emory Banks           |                           |
| 2009–2012 | 90210                                 | Jennifer Jen Clark    | 23 episodios              |
| 2010      | Psych 9                               | Roslyn Hanniger       |                           |
| 2011      | Demoted                               | Jennifer              |                           |